# Wernyhora

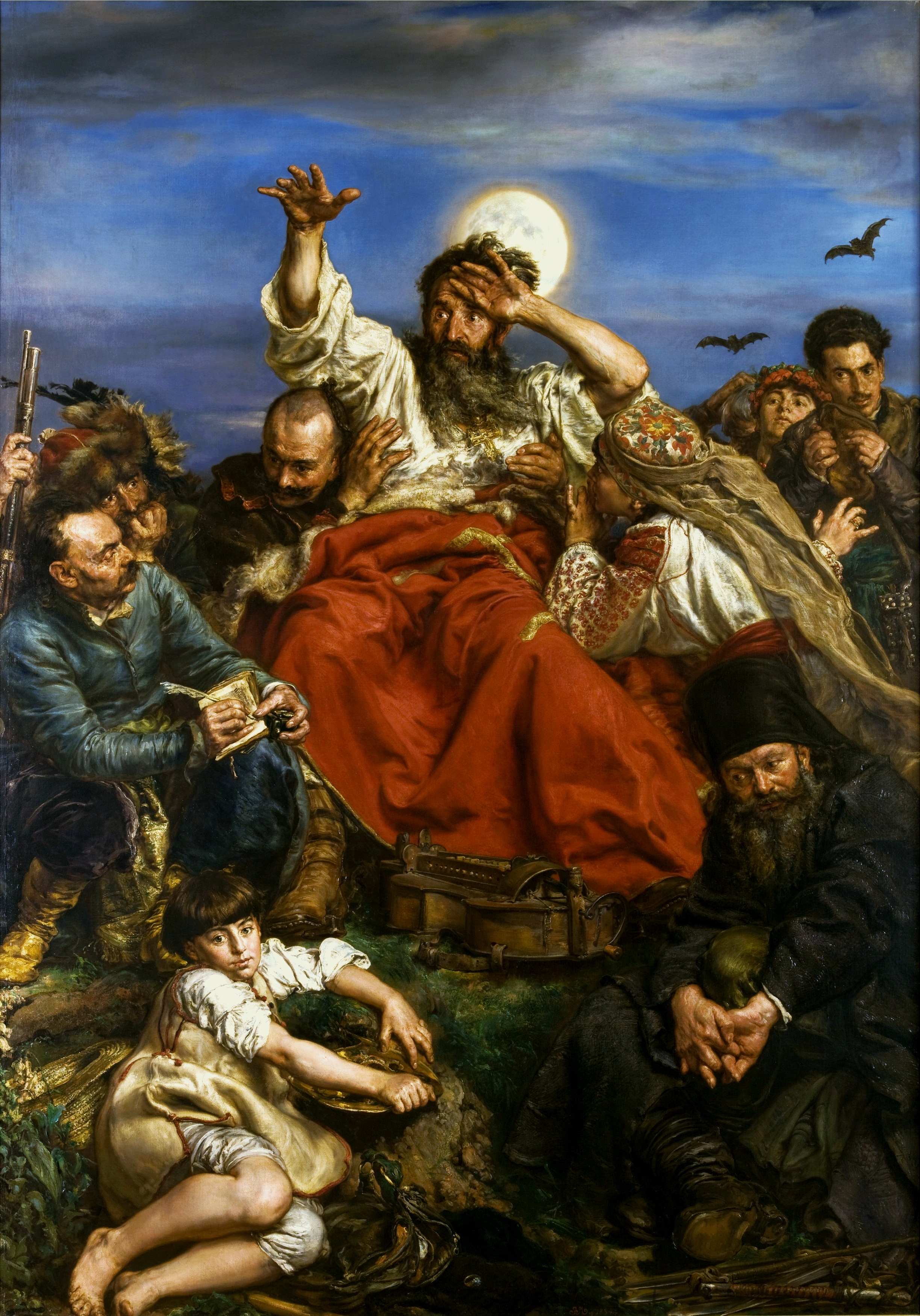
Wernyhora (Bild von Jan Matejko)

Wernyhora (ukrainisch Вернигора, etwa „Mann, der Berge umstürzt“; gestorben 1769) war ein legendärer wandernder ukrainischer Volkssänger und Prophet, der angeblich im 18. Jahrhundert lebte. Er wird oft mit einer Drehleier dargestellt.
Es wird angenommen, dass er den Kosaken entstammte. In jungen Jahren soll Moses Wernyhora sich in Saporischschja aufgehalten und gegen die Moskowiter, Türken und Tataren gekämpft haben. Er soll den Untergang des Königreichs Polen am Ende des 18. Jahrhunderts vorausgesagt haben. Die russischen Behörden spendeten einen Preis für Wernyhoras Kopf. Wernyhora unterstützte die Konföderation von Bar (1768–1772). Nach der Legende soll Wernyhora um 1769 im sechsundneunzigsten Lebensjahr in Parchomiwka (Oblast Kiew) gestorben sein und wurde in Korsun-Schewtschenkiwskyj begraben.
Der polnische Historiker Joachim Lelewel (1786–1861) hat um 1830 Wernyhoras Prophezeiungen niedergeschrieben.
Wernyhora wurde mehrfach in der polnischen Literatur und Malerei dargestellt.